# Vuelta a Castilla y León
Vuelta a Castilla y León är ett spanskt lopp i landsvägscykling som avhålls i Spaniens största region, Kastilien och León (Castilla y León), och vars utformning har varierat under åren.
Den första upplagan kördes 1985 under namnet Trofeo Castilla y León och var en "poängcup" baserad på placeringarna i sju olika endagslopp i regionen, avhållna från mars till september (exempelvis GP Salamanca i april och GP Zamora i augusti). Denna princip gällde de två följande åren (1986 nio lopp mars–juni, 1987 åtta lopp mars–sept.) men 1988 var antalet reducerat till fyra lopp körda under fyradagarsperioden 14–17 april (de två tidigare nämnda plus GP Ávila och GP Ponferrada).
1989 blev det ett ordinärt etapplopp bestående av fyra till sex etapper sammanhållna i tiden och vars sammanlagda tid räknades (i stället för sammanlagda placeringspoäng i separata lopp).
Efter 1996 bytte loppet namn till Vuelta a Castilla y León och blev samtidigt klassificerat av UCI och när UCI Europe Tour instiftades 2005 inkluderades Vuelta a Castilla y León klassificerat som 2.1. Från 1996 till och med 2011 var antalet etapper fem, men därefter reducerades det till tre. 2020 ställdes det in på grund av coronapandemin och när det återupptogs 2021 kördes det som ett endagslopp, sedan som tvådagars etapplopp 2022–2023 och återigen som endagslopp 2024.
Var loppet legat i kalendern har också varierat: 1985–1987 olika lopp utsprida under året, 1988–1991 april, 1992–2001 augusti (1998 juni), 2002–2019 (mars)/april/(maj) och från 2021 i juli.
Flest totalsegrar, tre, har Alberto Contador, medan Alfonso Guitérrez har flest etappsegrar – tio.

## Podieplaceringar
| År                       | Vinnare                    | Tvåa                          | Trea                   |
| Trofeo Castilla y León   |                            |                               |                        |
| 1985                     | Jesús Blanco Villar        | Federico Echave               | Miguel Ángel Iglesias  |
| 1986                     | Alfonso Gutiérrez          | Carlos Hernández Bailo        | Manuel Jorge Domínguez |
| 1987                     | Alfonso Gutiérrez          | Manuel Jorge Domínguez        | Antonio Esparza        |
| 1988                     | Reimund Dietzen            | Federico Echave               | Ángel Arroyo           |
| 1989                     | Federico Echave            | Peter Hilse                   | Luc Suykerbuyk         |
| 1990                     | ej arrangerat              |                               |                        |
| 1991                     | José Luis Rodríguez García | Juan Carlos González Salvador | Alfonso Gutiérrez      |
| 1992                     | Asjat Saitov               | Malcolm Elliott               | Àngel Edo              |
| 1993                     | Miguel Indurain            | Abraham Olano                 | Antonio Martín Velasco |
| 1994                     | Melchor Mauri              | Álvaro González de Galdeano   | Nico Emonds            |
| 1995                     | Santiago Blanco            | Aitor Garmendia               | Claus Michael Møller   |
| Vuelta a Castilla y León |                            |                               |                        |
| 1996                     | Andrea Peron               | Udo Bölts                     | Íñigo Cuesta           |
| 1997                     | Ángel Casero               | Laurent Jalabert              | Udo Bölts              |
| 1998                     | Aitor Garmendia            | Ángel Casero                  | Jan Ullrich            |
| 1999                     | Leonardo Piepoli           | Alberto Elli                  | Giuseppe Guerini       |
| 2000                     | Francisco Mancebo          | Aitor Osa                     | Dave Bruylandts        |
| 2001                     | Marcos Serrano             | Levi Leipheimer               | Manuel Beltrán         |
| 2002                     | Juan Miguel Mercado        | Joan Horrach                  | Leonardo Piepoli       |
| 2003                     | Francisco Mancebo          | Denis Menchov                 | Alex Zülle             |
| 2004                     | Koldo Gil                  | David Navas                   | José Iván Gutiérrez    |
| 2005                     | Carlos García Quesada      | Francisco Pérez Sánchez       | David Blanco           |
| 2006                     | Aleksandr Vinokurov        | Luis León Sánchez             | José Luis Rubiera      |
| 2007                     | Alberto Contador           | Koldo Gil                     | Juan José Cobo         |
| 2008                     | Alberto Contador           | Mauricio Soler                | Thomas Dekker          |
| 2009                     | Levi Leipheimer            | Alberto Contador              | David Zabriskie        |
| 2010                     | Alberto Contador           | Igor Antón                    | Ezequiel Mosquera      |
| 2011                     | Xavier Tondo               | Bauke Mollema                 | Igor Antón             |
| 2012                     | Javier Moreno              | Guillaume Levarlet            | Pablo Urtasun          |
| 2013                     | Rubén Plaza                | Francisco Mancebo             | Francesco Lasca        |
| 2014                     | David Belda                | Marcos García                 | Sylwester Szmyd        |
| 2015                     | Pierre Rolland             | Beñat Intxausti               | Igor Antón             |
| 2016                     | Alejandro Valverde         | Pello Bilbao                  | Joni Brandão           |
| 2017                     | Jonathan Hivert            | Henrique Casimiro             | Richard Carapaz        |
| 2018                     | Rubén Plaza                | Carlos Barbero                | Eduard Prades          |
| 2019                     | Davide Cimolai             | Guillaume Boivin              | Jérôme Cousin          |
| 2020                     | inställt                   | inställt                      | inställt               |
| 2021                     | Matis Louvel               | Stefano Oldani                | Mauricio Moreira       |
| 2022                     | Simon Yates                | George Bennett                | Jonathan Lastra        |
| 2023                     | Eduardo Sepúlveda          | Felix Engelhardt              | Alex Molenaar          |
| 2024                     | Caleb Ewan                 | Davide Cimolai                | Jenthe Biermans        |